# Sam Levinson
Samuel Levinson (8 de janeiro de 1985) é um ator e cineasta estadunidense. Ele é mais conhecido como o criador da série dramática adolescente Euphoria (2019–presente) da HBO.

## Vida pregressa
Levinson é filho de Diana Rhodes e do cineasta Barry Levinson. Ele é descendente de judeus. Levinson estudou método de interpretação por quatro anos.

## Carreira
Levinson fez sua estreia no cinema como ator na comédia fantasia de 1992, Toys, ao lado de seu irmão Jack. Mais tarde ele apareceu no filme de comédia dramática Bandits (2001) e no filme de comédia satírica What Just Happened (2008). Em 2009, ele co-estrelou como Peter Thompson no filme de arte dramático Stoic.
Em 2011, Levinson ganhou o prêmio Waldo Salt Screenwriting no Festival de Cinema de Sundance por seu filme de estreia na direção, Another Happy Day, estrelado por Ellen Barkin. Levinson co-escreveu o filme televisivo de 2017, The Wizard of Lies, dirigido por seu pai, Barry Levinson. O filme se concentra em Bernie Madoff, interpretado por Robert De Niro.
Em 2018, Levinson escreveu e dirigiu o filme Assassination Nation. O filme estreou no Festival de Cinema de Sundance de 2018 e recebeu críticas mistas dos críticos, que elogiaram sua ação "frenética e visualmente estilosa", mas criticaram os personagens pouco escritos.
Em junho de 2019, Levinson criou a série dramática de televisão Euphoria da HBO, baseada na série israelense de mesmo nome. A série foi aclamada pela crítica por sua direção, roteiro e atuação. Foi notável por sua representação de seu retrato cru e gráfico de adolescentes lutando contra o vício em drogas e a sexualidade.
Levinson co-escreveu o roteiro do filme de suspense erótico Deep Water, programado para ser lançado em novembro de 2020. Ele também foi produtor executivo do filme de drama Pieces of a Woman.

## Vida pessoal
De 2008 a 2011, Levinson namorou a atriz Ellen Barkin. Levinson é casado com Ashley Lent Levinson. O casal tem um filho.
Levinson já discutiu suas lutas contra as drogas quando adolescente e jovem adulto.

## Filmografia

### Filmes
| 2010 | Operation: Endgame   | Não | Sim | Não | Co-escreveu com Brian Watanabe                   |
| 2011 | Another Happy Day    | Sim | Sim | Não |                                                  |
| 2017 | The Wizard of Lies   | Não | Sim | Não | Co-escreveu com Sam Baum e John Burnham Schwartz |
| 2018 | Assassination Nation | Sim | Sim | Não |                                                  |
| 2020 | Deep Water           | Não | Sim | Não | Co-escreveu com Zach Helm                        |
| 2020 | Pieces of a Woman    | Não | Não | Sim |                                                  |
| 2021 | Malcolm & Marie      | Sim | Sim | Sim |                                                  |

#### Como ator
| Ano  | Título             | Papel           | Notas |
| ---- | ------------------ | --------------- | ----- |
| 1992 | Toys               | War Room Player |       |
| 2001 | Bandits            | Billy Saunders  |       |
| 2008 | What Just Happened | Carl            |       |
| 2009 | Stoic              | Peter Thompson  |       |

### Televisão
| 2019–presente | Euphoria | Sim | Sim | Sim | Criador; 8 episódios |